# Ellsworth County
Ellsworth County är ett administrativt område i delstaten Kansas, USA, med 6 497 invånare. Den administrativa huvudorten (county seat) är Ellsworth.

## Geografi
Enligt United States Census Bureau har countyt en total area på 1 874 km². 1 854 km² av den arean är land och 20 km² är vatten.

### Angränsande countyn
- Lincoln County - nord
- Saline County - öst
- McPherson County - sydost
- Rice County - syd
- Barton County - sydväst
- Russell County - nordväst

### Orter
- Ellsworth (huvudort)
- Holyrood
- Kanopolis
- Lorraine
- Wilson